# Горб, Терентий Фёдорович
Горб Терентий Фёдорович (октябрь 1900, Днепропетровская область — неизвестно, неизвестно) — советский учёный-химик. Кандидат химических наук (1954). Директор Криворожского педагогического института (1944—1951).

## Биография
Родился в октябре 1900 года на территории нынешней Днепропетровской области.
Участник гражданской войны на Южном фронте. Один из основателей народного образования на Днепропетровщине. Участвовал в ликвидации безграмотности в Пятихатском районе. 
В 1929 году окончил Днепропетровский институт народного образования. В 1929—1930 годах — инструктор Пятихатского районного отдела народного образования. В 1933—1941 годах — старший преподаватель, заведующий кафедрой химии, заместитель директора Криворожского педагогического института.
Участник Великой Отечественной войны с августа 1942 года на Северо-Кавказском фронте в составе химических частей.
В 1944—1951 годах — директор Криворожского педагогического института. Руководил послевоенным восстановлением института.

## Научная деятельность
Специалист в области химии. Кандидат химических наук (1954). Автор научных трудов.

### Научные труды
- Горб, Т. Ф. Влияние макрофакторов на производительность серебряного катализатора при окислении этилена в окись этилена : диссертация кандидата химических наук. — Киев : Институт физической химии, 1954. — 156 с.
- Горб, Т. Ф. Химия в прошлом и теперь. — Киев : Радянська школа, 1959. — 102 с.
- Горб, Т. Ф. Лабораторні роботи з загальної і неорганічної хімії : посібник для студентів природничих факультетів педагогічних інститутів. — 2-е вид., перероб. і доп. — Киев : Вища школа, 1972. — 192 с.

## Награды
- Орден Красной Звезды[1].